# Sultani Makenga
Coronel Sultani Makenga (nascido em 25 de dezembro de 1973 em Rutshuru, República Democrática do Congo) é o chefe militar do Movimento 23 de Março, um grupo militar rebelde baseado nas áreas orientais da República Democrática do Congo. Makenga é de etnia tutsi e foi criado em Kivu do Sul. Ele lutou pela Frente Patriótica Ruandesa durante a Guerra Civil Ruandesa.
O Conselho da União Europeia indicou que, enquanto líder do M23, Makenga cometeu e foi responsável por graves violações do direito internacional dirigidas contra crianças ou mulheres em situações de conflito armado, tais como homicídios e mutilações, atos de violência sexual, raptos e deslocações forçadas. Foi também responsável por violações do direito internacional relacionadas com as ações do M23 ao recrutar ou utilizar crianças em conflitos armados na República Democrática do Congo. 
Tanto o Conselho de Segurança das Nações Unidas como os Estados Unidos também impuseram sanções contra Makenga e os seus comandantes.
Em Maio de 2013, os rebeldes do M23 envolveram-se em confrontos com as Forças Armadas da República Democrática do Congo (FARDC). Makenga negou as acusações de que a rebelião do M23 fosse apoiada por Ruanda. A sua facção do M23 entrou em confronto com aqueles que são leais ao seu líder político, Jean-Marie Runiga Lugerero.
Em 7 de novembro de 2013, depois que o M23 foi derrotado pelas FARDC apoiadas pela Brigada Força de Intervenção das Nações Unidas (UN FIB), Makenga se rendeu com centenas de combatentes do M23 no Parque Nacional Mgahinga, em Uganda. Ele e suas tropas foram mantidas em um local secreto.
No início de 2017, tentou reiniciar uma guerra de guerrilha na República Democrática do Congo com 200 homens. Mas falhou e alguns dos seus militantes foram até contratados pelo governo do Uganda para reprimir os protestos.